# Microloxia herbaria
Smaragdine graminée
Espèce
Synonymes
- Eucrostes herbaria (Hübner, 1813)[1]
- Geometra herbaria Hübner, 1813[1]
- Nemoria bruandaria Millière, 1860[1]
- Sterrha herbaria (Hübner, 1813)[1]

Microloxia herbaria, qui a pour nom commun Smaragdine graminée, est une espèce de lépidoptères de la famille des Geometridae.

## Description
La Smaragdine graminée est un papillon de nuit vert avec des irrorations blanches (mouchetures).
Les imagos femelles de Microloxia herbaria peuvent également être similaires à Kuchleria manadaria, mais leurs antennes sont brièvement bipectinées, latéralement avec des écailles rouges.

## Répartition
Microloxia herbaria est une espèce que l'on trouve le long de la région méditerranéenne, du sud de l'Europe, de l'Asie centrale à l'Asie du Sud dont l'Inde, le Pakistan et le Sri Lanka et jusqu'à l'Extrême-Orient russe.

## Parasitologie
La chenille est un parasite des plantes Gypsophila struthium, Helichrysum stoechas, Limonium dichotomum
, Mentha suaveolens, Teucrium capitatum (es), Teucrium polium, Thymbra capitata, Vernonia centauroides.